# John Kerr (seglare)
John Kerr, född den 9 augusti 1951 i Toronto, är en kanadensisk seglare.
Han tog OS-brons i soling i samband med de olympiska seglingstävlingarna 1984 i Los Angeles.